# 歐塞奇鎮區 (堪薩斯州克勞福德縣)
歐塞奇鎮區（英語：Osage Township）為位在美國堪薩斯州克勞福德縣的鎮區。2010年美国人口普查中該鎮區人口有686人。

## 地理
歐塞奇鎮區涵蓋面積141.37平方（54.58平方英里），境內設有一座城市：麥丘恩。

### 墓園
根據美國地質調查局的資料，此鎮區擁有4座墓園：
- Dumbald墓園
- 弗羅格墓園（Frog Cemetery）
- 麥丘恩墓園（Mc Cune Cemetery）
- 卡梅爾山墓園（Mount Carmel Cemetery）

## 人口統計
根據2010年美國人口普查，歐塞奇鎮區人口有686人，人口密度為4.86人/每平方公里。此鎮區居民之種族有95.77%為白人；0%為非裔美洲人；1.46%為美洲原住民；0.29%為亞洲人；0%為太平洋島民；0.44%為其他種族；另外有2.04%為混血種族。而西班牙裔或拉丁裔美洲人佔此鎮區人口的1.6%。

## 外部連結
- US-Counties.com
- City-Data.com （页面存档备份，存于）